# 야마다 요시후미
야마다 요시후미(일본어: 山田 祥史, 1981년 11월 4일 ~ )는 일본의 전 축구 선수이다.

## 구단 경력
과거 아비스파 후쿠오카, 오츠카 제약에서 활동하였다.